# كادوريم
كادوريم (بالإنجليزية: Kadarim) هو كيبوتز في شمال إسرائيل. تقع بالقرب من المغار، وتقع ضمن اختصاص مجلس الجليل الأعلى الإقليمي. في عام 2018 كان عدد سكانها 252

## التاريخ
قرية أنشئت في عام 1980 بالقرب من جبل Kadarim ، الذي كان اسمه بعد الخزافين من قرية Hananiah تشتهر الفخار في زمن التلمود والمشنه. بسبب قربها المحجر في جلسته الأولى للموقع، كيبوتس تم نقلها إلى موقعها الحالي في عام 1987.